# Homa Bay County
Homa Bay County (bis 2010 Homa Bay District) ist ein County in Kenia. Die Hauptstadt des Countys ist Homa Bay. Im County lebten 2019 1.131.950 Menschen auf 3154,7 km².

## Geografie
Das County grenzt an den Victoriasee. Im Bezirk liegt der Ruma-Nationalpark.
2,7 % der Haushalte sind an das Stromnetz angeschlossen.

## Gliederung
Das County Homa Bay gliedert sich in zwei Councils und fünf Divisionen. Es gibt zwei Wahlbezirke namens Ndhiwa und Rangwe. 
| Sitz der Behörde | Art           | Einwohner (1999) |
| ---------------- | ------------- | ---------------- |
| Homa Bay         | Stadtgemeinde | 055.532          |
| Homa Bay County  | County        | 233.008          |
| Gesamt           | -             | 288.540          |

| Division | Einwohner (1999) | Hauptstadt |
| -------- | ---------------- | ---------- |
| Asego    | 076.778          | Homa Bay   |
| Ndhiwa   | 043.231          |            |
| Nyarongi | 041.300          |            |
| Rangwe   | 079.263          | Rangwe     |
| Riana    | 047.968          |            |
| Gesamt   | 288.540          | -          |

## Religion
Das County Homa Bay ist Sitz der  Diözese Homa Bay der römisch-katholischen Kirche. Die Diözese Homa Bay wurde 1993 gegründet. Bischof der Diözese ist seit 2020 Michael Otieno Odiwa.